# Dentodiaptomus javanus
Dentodiaptomus javanus is een eenoogkreeftjessoort uit de familie van de Diaptomidae. De wetenschappelijke naam van de soort is voor het eerst geldig gepubliceerd in 1915 door Grochmalicki.